# サックラー・レクチャー
サックラー・レクチャー（英語: Sackler Distinguished Lectures）は、サックラー財団によって1980年に創設された、数学者の顕彰行事である。毎年1回、世界から傑出した数学者が原則として1名だけ選ばれ（対象なしの年もある）、サックラー・レクチャラーとして連続講演をテル・アビブ大学で行う。
歴代サックラー・レクチャラー20人のうち、数学者に贈られる賞として世界で最も権威のあるフィールズ賞・ネヴァンリンナ賞・アーベル賞・ウルフ賞の受賞総数は17人にものぼる。その選考水準の厳しさから、サックラー・レクチャラーに選ばれることは、数学者として最高の栄誉のうちの一つである。
科学研究をよく支援したことで知られる篤志家のレイモンド・R・サックラー博士（スミソニアン博物館のサックラー美術館やハーバード大学のSackler Museumで名高いアーサー・M・サックラーとは兄弟）とその妻ビヴァリーの寄付によって創設されたレクチャーなので、その名を冠している。

## 歴代サックラー・レクチャラー
- 1980/1981: ジョセフ・ケラー (1997年ウルフ賞、アメリカ), フリードリッヒ・ヒルツェブルフ (1988年ウルフ賞、ドイツ)
- 1981/1982: エリアス・スタイン (1999年ウルフ賞, ベルギー)
- 1982/1983: ピエール・ドリーニュ (1978年フィールズ賞、2008年ウルフ賞、2013年アーベル賞、ベルギー)
- 1984/1985: ジョージ・モストウ (2013年ウルフ賞, U.S.)
- 1985/1986: イサドール・シンガー (2004年アーベル賞、アメリカ)
- 1986/1987: アラン・コンヌ (1982年フィールズ賞、フランス)
- 1989/1990: レンナルト・カルレソン (1992年ウルフ賞、2006年アーベル賞、スウェーデン)
- 1989/1990: ヤコフ・シナイ (1997年ウルフ賞、2014年アーベル賞、ロシア)
- 1990/1991: セルゲイ・ノヴィコフ (1970年フィールズ賞、2005年ウルフ賞、ロシア)
- 1991/1992: ヨシフ・ベルンシュタイン (ハーバード大学, U.S.)
- 1993/1994: ピエール＝ルイ・リオン (1994年フィールズ賞、フランス)
- 1996/1997: ラースロー・ロヴァース (1999年ウルフ賞、2010年京都賞、アメリカ)
- 1997/1998: エンリコ・ボンビエリ (1974年フィールズ賞、イタリア)
- 1998/1999: ピーター・ショア (1998年ネヴァンリンナ賞、アメリカ), Alexander Razborov (1990年ネヴァンリンナ賞、ロシア)
- 2000/2001: Jean-Michel Bismut (パリ第11大学, France)
- 2000/2001: ピーター・サルナック (2014年ウルフ賞, U.S.)
- 2003/2004: Shlomo Sternberg (ハーバード大学, U.S.)
- 2006/2007: 小林俊行 (東京大学、日本)
- 2008/2009: Boris Feigin (Landau Institute for Theoretical Physics, Russia)
- 2008/2009: アヴィ・ヴィグダーソン (1994年ネヴァンリンナ賞、アメリカ)
- 2009/2010:  Ronald DeVore (テキサスA&M大学、アメリカ)
- 2011/2012:  Ronald Coifman (1999年アメリカ国家科学賞、アメリカ)
- 2011/2012:  Jonathan Wahl (ノースカロライナ大学、アメリカ)